# بيلي هاوكس
بيلي هاوكس (بالإنجليزية: Billy Hawks)‏ هو عازف جاز أمريكي، ولد في 3 سبتمبر 1941.